# Ekamp
Ekamp (Gronings: Aikamp; oudere schrijfwijzen: Eekamp, Aekamp, Æ-kamp) is een gehucht in de gemeente Oldambt, in de provincie Groningen. Het valt onder de dorpen Oostwold en Finsterwolde. Het ligt aan de oostelijke kant van het Oldambtmeer dat in 2005 is gegraven in het kader van het Blauwestad-project. Sinds 2005 maakt het samen met Meerland feitelijk deel uit van het dorp Blauwestad. De oude adressen bleven geldig.

## Geschiedenis
De naam Ekamp betekent 'kamp (afgeperkt stuk land) aan de Ee'. Met deze riviernaam wordt de Oude Ae bedoeld. Dit stroompje ontsprong eerder in de hoge venen in het Huningameer, liep langs Kromme-Elleboog en mondde ten noorden van Goldhoorn in de Dollard uit.. In de 17e en 18e eeuw resteerde hiervan een grenssloot die het gehucht in tweeën deelde en doorloep naar de Raai of Tjamme . De oostelijke helft viel onder Finsterwolde, het westelijke deel onder het kerspel Oostwold, sinds 1812 de gemeente Midwolda. Het zuiodoostelijke deel was vooral op Beerta georiënteerd.  
Ekamp is een hoogveenontginning die voor het eerst wordt vermeld in 1554. De provinciekaart van Nicolaes Visscher van omstreeks 1680 vermeldt het als d'Camp. Het dorp is ontstaan op de uiteinden van de opstrekkende heerden van Oostwold en Finsterwolde, die door het ontstaan van het Huningameer van hun moederdorp werden gescheiden. Het Oostwolder gedeelte bestaat uit een keileemopduiking van 2.3 m +NAP, die oorspronkelijk onder het hoogveen verborgen lag, maar door de verbeterde ontwatering bloot kwam te liggen. Het Finsterwolder gedeelte, meest verspreide boerdertjes ten zuiden de Ekamperweg, bestond uitsluitend uit hoogveenlanden en is vermoedelijk pas in de 17e eeuw ontgonnen. De schrale bodem leverde vooral rogge, boekweit, turf en kwelderhooi uit de oeverlanden van het meer. In de 19e eeuw werd er behalve veel boekweit ook vlas verbouwd.
Ekamp bestond in 1828 uit vier kleine boerderijen en een handvol arbeiderswoningen. Het hele gehucht telde in 1840 41 huizen met 218 inwoners. Het gebied gold tot in de 20e eeuw als afgelegen en bij slecht weer moeilijk bereikbaar, met name vanuit Winschoten. Pas door verharding van de Nieuweweg kwam hierin verbetering. De buurtschap kwam na de drooglegging van het Huningameer rond 1850 tot ontwikkeling, met de bouw van een korenmolen en de vestiging van een smid, een stelmaker en enkele bakkerijen, winkels en cafés, waaronder de herberg 'De Nieuwe Aanleg'. 
In 1818 kreeg Eekamp een eigen school in de gemeente Finsterwolde, die in 1959 zijn deuren sloot. In Oostwolder Ekamp heeft ten minste van 1823 tot 1828 eveneens een schooltje bestaan, maar dat bleek niet levensvatbaar. In plaats daarvan stichtte de Hervormde Kerk omstreeks 1860 een school in Meerland. 
De boerenbedrijven in Ekamp waren betrekkelijk klein en hadden te kampen met een onvruchtbare bodem, die pas door gebruik van kunstmest meer ging opbrengen. De landbouwers sloten zich daarom niet aan bij de afdeling Beerta van de Groninger Maatschappij van Landbouw, maar richtten in 1892 een eigen landbouwvereniging Ekamp-Meerland op. Later bestond er ook een coöperatieve aankoopvereniging met deze naam. 

## Allerlei
De inwoners van het gehucht hadden vroeger de bijnaam Knollentrekkers, naar de typische gewassen die op de zandgronden werden verbouwd; de inwoners van Beerta werden daarentegen ook wel kortweg Knollen genoemd.. De licht spottende uitdrukking 't mooiste weer van Aikamp  geeft aan dat op een afgelegen plek de zon schijnt, terwijl het elders slecht weer is. Hij suggereert optimisme zonder al te veel aanleiding daarvoor.. 
De familienaam Ekamper is ontleend aan de naam van het gehucht. De familienaam Ekamp kwam vooral op Schiermonnikoog voor. 
Aan de Zuiderringdijk ligt het laatste stukje hoogveen van het Dollardgebied. Het maakt nu deel uit van het natuurreservaat Meerland. 

## Externe bronnen
- Nazaten De Vries: Ekamp (2009)